# ألمالو (سهند أباد)
ألمالو (بالفارسية: آلمالو) هي منطقة سكنية تقع في إيران في قسم سهند أباد الريفي. يقدر عدد سكانها بـ 305 نسمة .